# Альфред Функ
Альфред Функ (нім. Alfred Funk; нар. 27 червня 1897, Кенігсберг, Німецька імперія — пом. 16 листопада 1943, Рівне, Райхскомісаріат Україна) — німецький суддя, оберфюрер СА, верховний суддя Райхскомісаріату Україна.

## Біографія
Альфред Функ вивчав юриспруденцію в Кенігсберзькому університеті. В 1916 році, в розпалі Першої світової війни, став членом Корпусу «Літуанія» (Littuania) і невдовзі був призваний на фронт, де унаслідок поранення втратив праву кисть. Після повернення додому вступив до націоналістичної партії Deutsche Vaterlandspartei. Пізніше приєднався до Німецької народної партії свободи, а з появою NSDAP перейшов туди, одночасно вступивши до СА.
В 1922 році отримав в Кенігсберзі ступінь доктора права за дисертацію «Неможливість вимоги виконання дії, яка містить зміст зобов'язання, точного дотримання договору і зміни договору» (Nichtzumutbarkeit der Leistung, Vertragstreue und Vertragsabänderung). З 1927 року працював в судових органах. 6 березня 1934 року Функ, будучи спеціальним уповноваженим голови Об'єднання студентських корпорацій Макса Блунка, призупинив діяльність Корпусу «Балтія Кенігсберг». В 1936—1939 роках був головою надзвичайного суду в суді землі Кенігсберг. Потім недовго очолював суд землі в Ельблонзі, після чого став головою судової колегії у верховному суді Кенігсберга, а також судовим комісаром з питань переходу на новий правопорядок в Мемельланді.

### Голова відділу юстиції Райхскомісаріату Україна
Після утворення Райхскомісаріату Україна Функ став шефом його головного відділу права і президентом верховного німецького суду в Україні, а в 1943 році паралельно очолив суд землі в новому адміністративному окрузі Цеханув.
Будучи шефом відділу юстиції Райхскомісаріату Україна, Альфред Функ видав наказ до розстрілів, які здійснювалися від 9 до 22 жовтня 1943 року, коли, за приблизними підрахунками українського підпілля, німці розстріляли понад 1000 в'язнів, в тому числі тільки в рівненській тюрмі понад 600 (15 жовтня 1943). Тоді в Рівному було вбито: отця Миколу Малюжинського, отця Володимира Мисечка (члена Адміністратури УАПЦ), отця Андрія Піклевича, доктора Харитю Кононенко, пані Ганну і Тамару Мартинюків і багатьох інших українських священиків, селян, робітників та інтелігентів.
16 листопада 1943 року застрелений в будівлі суду в місті Рівне радянським диверсантом Миколою Кузнецовим. Посмертно Функ був нагороджений Хрестом Воєнних заслуг 1-го ступеню з мечами.